# فهرست شخصیت‌های خواهر و برادرانم
این فهرست شامل تمام شخصیت‌های مجموعهٔ تلویزیونی خواهر و برادرانم است که از شبکه آ تی‌وی پخش می‌شود.
این مجموعهٔ تلویزیونی نام‌های جوان را در کنار بازیگران با تجربه گرد هم آورده است. بازیگران با تجربه‌ای همچون جلیل نالچاکان، جنید مته، سیمگه سلجوق، آهو یائتو، فادیک سوین آتاسوی، کان چاکیر، نیهان بویوکاچ و اوریم دوغان بازیگران جوان را همراهی می‌کنند.
بازیگران جوانی مثل ییعیت کوچاک، سو بورجو یازگی جوشکون، اونور سعید یاران، خالد اوزگور ساری، جیهان شیمشک، ملیس مینکاری، رجب اوستا، داملاسو ایکیزاوغلو، لیزگه کومرت، گزده تورکر، برک‌علی چاتال، نازلی چتین، اجم سنا باییر، آتاکان اوزکایا، ایلول کاندمیر، الچین ایرم زهرا،ملیسا بوستاچی اوغلو  در این مجموعهٔ تلویزیونی شرکت کردند.

## بازیگران و شخصیت‌ها
تمامی بازیگران
| بازیگر                | شخصیت                              | حضور از قسمت | توضیحات | جزئیات                                                                      |
| --------------------- | ---------------------------------- | ------------ | --- | --------------------------------------------------------------------------- |
| جلیل نالچاکان         | عاکف آتاکول                        | ۱–۱۳۲        | همسر نباهت، همسر سابق سوزان، معشوقه سابق ثریا و زمرد، پدر دوروک، کان، ملیسا و چیچک، پدر خوانده بهار                                                                      | در قسمت آخر به زندان می افتد.                                               |
| جنید مته              | اورهان ارن                         | ۱–۱۳۲        | پسر فاطما، برادر ولی، همسر سابق شنگول و گونول، همسر ایتن، پدر اوگولجان، جانسو، آیبیکه و امیدجان، عموی قدیر، آسیه و امل، عموی ناتنی عمر                                   |                                                                             |
| سیمگه سلجوق           | نباهت شن/آتاکول                    | ۱–۱۳۲        | همسر عاکف، برای مدت کوتاهی عاشق احمد، مادر دوروک، ملیسا و چیچک مادرخوانده بهار، نامادری کان                                                                              |                                                                             |
| ییعیت کوچاک           | عمر ارن/ییلماز                     | ۱–۱۳۲        | فرزند خوانده ولی و خدیجه، پسر احمد و سوزان، برادر خوانده قدیر، آسیه و امل، برادر ناتنی هاریکا، سارپ و یاسمین، همسر سوسن، برای مدت کوتاهی عاشق ملیسا، دوست پسر سابق عایشه | در قسمت آخر با شخصیت سوسن کیلیچ ازدواج می‌کند.                               |
| جیهان شیمشک           | اوگولجان ارن                       | ۱–۱۳۲        | پسر اورهان و شنگول، برادر آیبیکه، جانسو و امیدجان، دوست پسر سابق هاریکا و افرا، برای مدت کوتاهی عاشق لیدیا، دوست پسر الیف                                                |                                                                             |
| ملیس مینکاری          | آیبیکه ارن/اوزکایا                 | ۱–۱۳۲        | دختر اورهان و شنگول، خواهر اوگولجان، جانسو و امیدجان، همسر برک |                                                                             |
| رجب اوستا             | برک اوزکایا/چتین                   | ۱–۱۳۲        | فرزند خوانده رسول و آیلا، پسر سرپیل و گوکان، برادر دوقلوی الیف، برای مدت کوتاهی عاشق ملیسا، همسر آیبیکه، دوست صمیمی دوروک                                                |                                                                             |
| لیزگه کومرت           | سوسن کیلیچ/ارن                     | ۱–۱۳۲        | دختر ثریا، همسر عمر، برای مدت کوتاهی عاشق کان، دوست دختر سابق قدیر و سارپ، دوست صمیمی هاریکا و تالیا                                                                     |                                                                             |
| آیلین آکپینار         | امل ارن                            | ۱–۱۳۲        | دختر کوچک‌تر ولی و خدیجه، خواهر قدیر و آسیه، خواهر خوانده عمر،دوست بهار                                                                                                   |                                                                             |
| برک علی کاتال         | تولگا بارچین                       | ۱۰–۱۳۲       | پسر طرهان، برادر لیلا، دوست پسر سابق عایشه و جمیله، برای مدت کوتاهی عاشق آیبیکه، همسر سابق زهرا، دوست پسر یاسمین، دوست صمیمی دوروک                                       |                                                                             |
| اسلی ماویتان          | آیلا کارا                          | ۳۱–۱۳۲       | همسر سابق رسول، مادر خوانده برک |                                                                             |
| نیهان بویوک‌آغاچ       | شوال                               | ۵۸–۱۳۲       | همسر سابق احمد، مادر سارپ و یاسمین،برای مدت کوتاهی عاشق یامان، عاشق اورهان                                                                                               |                                                                             |
| آتاکان اوزکایا        | سارپ ییلماز                        | ۵۸–۱۳۲       | پسر احمد و شوال، برادر یاسمین، برادر ناتنی عمر، دوست پسر سابق سوسن و لیدیا، دوست پسر جانسو                                                                               |                                                                             |
| ایلول کاندمیر         | یاسمین ییلماز                      | ۵۸–۱۳۲       | دختر احمد و شوال، خواهر سارپ،خواهر ناتنی عمر، برای مدتی عاشق دوروک، برای مدت کوتاهی عاشق ماهر، دوست دختر تولگا                                                           |                                                                             |
| دیلارا سومبول         | الیف چتین                          | ۸۵–۱۳۲       | دختر سرپیل و گوکان، خواهر دوقلوی برک، برای مدت کوتاهی عاشق تولگا، دوست دختر اوعولجان                                                                                     |                                                                             |
| عایشه کوکچو           | فاطما ارن                          | ۹۷–۱۳۲       | مادر اورهان و ولی |                                                                             |
| برک باکی اوغلو        | ایاز سونمز                         | ۱۰۸–۱۳۲      | خواهرزاده شوال، برای مدتی عاشق آسیه، برای مدت کوتاهی عاشق جانسو، دوست پسر نور                                                                                            |                                                                             |
| سلن دوماچ             | ایتن                               | ۱۱۷–۱۳۲      | همسر اورهان، مادر جانسو |                                                                             |
| ملیسا بوستانچی‌اوغلو   | جانسو آکتاش                        | ۱۱۸–۱۳۲      | خواهر اوعولجان و آیبیکه و امیدجان، دختر اورهان و ایتن، برای مدت کوتاهی عاشق ایاز، دوست دختر سارپ                                                                         |                                                                             |
| سویم آسیا چانکاراوغلو | حلمیه                              | ۱–۱۳۲        | دوست و همسایه سابق شنگول | بعد از مرگ شنگول دیگر هیچوقت در سریال ظاهر نشد.                             |
| دوگان کسکیک           | امیدجان ارن                        | ۷۲–۱۳۲       | پسر کوچک‌تر اورهان و شنگول، برادر اوعولجان، جانسو و آیبیکه |                                                                             |
| علیا پولات            | بهار گوون/آتاکول                   | ۷۳–۱۳۲       | خواهر زهرا و شرف، فرزند خوانده عاکف و نباهت، خواهر خوانده دوروک |                                                                             |
| سو بورجو یازگی جوشکون | آسیه ارن                           | ۱–۱۱۷        | دختر ولی و خدیجه، خواهر قدیر و امل، خواهر خوانده عمر، دوست دختر دوروک | او بر اثر تیراندازی در بیمارستان جان باخت.                                  |
| آهو یائتو             | سوزان ارجان/مانیاسلی/آتاکول/ییلماز | ۱–۱۱۴        | همسر سابق یامان، عاکف و احمد، معشوقه سابق رسول، مادر عمر و هاریکا | او بر اثر سانحه رانندگی غیرعمد ثریا و عاکف جان باخت.                        |
| فادیک سوین آتاسوی     | شنگول اصلان/ارن                    | ۱–۱۱۲        | همسر سابق اورهان، مادر اوگولجان، آیبیکه و امیدجان | او بر اثر سانحه رانندگی اتوبوس جان باخت.                                    |
| اونور سعید یاران      | دوروک آتاکول                       | ۱–۹۵         | پسر عاکف و نباهت، برادر کان و ملیسا، دوست پسر سابق هاریکا، دوست صمیمی برک، دوست پسر آسیه                                                                                 | او در سانحه رانندگی جان باخت.                                               |
| خالد اوزگور ساری      | قدیر ارن                           | ۱–۲۹         | پسر ولی و خدیجه، برادر آسیه و امل، برادر خوانده عمر، دوست پسر سابق سوسن، دوست پسر ملیسا، دوست صمیمی مظلوم                                                                | او در سانحه رانندگی که به غیرعمد توسط ملیسا رخ داد جان باخت.                |
| داملاسو ایکیزاوغلو    | ملیسا آتاکول                       | ۱–۲۹         | دختر عاکف و نباهت، خواهر دوروک و کان، دوست دختر قدیر | او پس از مرگ قدیر افسرده شد و در بیمارستان روانی در سوئیس بستری شد.         |
| گزده تورکر            | هاریکا مانیاسلی                    | ۱–۵۲         | دختر کنعان و سوزان، خواهر عمر، دوست سابق دختر دوروک، اوعولجان و امیر، دوست صمیمی سوسن و تالیا                                                                            | پس از دزدیدن پول‌های سوگی استانبول را ترک کرد تا زندگی جدیدی را آغاز کند.    |
| شیما کورکماز          | ثریا                               | ۹۹–۱۳۰       | مادر سوسن، معشوقه سابق یامان، معشوقه عاکف | در اثر تیراندازی افراد خلافکار کشته می شود.                                 |
| ارن اورن              | کان آتاکول                         | ۲۱–۴۷        | پسر عاکف و زمرد، برادر دوروک و ملیسا، برای مدت کوتاهی عاشق آسیه | بر اثر سقوط از روی نرده جان باخت.                                           |
| کان چاکیر             | احمد ییلماز                        | ۵۸–۹۴        | پسر سوگی، پدر عمر، سارپ و یاسمین، همسر سابق شوال، همسر سابق سوزان | در سانحه رانندگی جان باخت.                                                  |
| نازلی چتین            | لیلا بارچین                        | ۵۷–۷۴        | خواهر تولگا، عاشق عمر، دختر طرهان | بر اثر سقوط از پله جان باخت.                                                |
| ییلدیز کولتور         | سوگی ییلماز                        | ۵۲–۷۰        | مادر احمد | بر اثر ایست قلبی در بیمارستان فوت کرد.                                      |
| امره کارایل           | یامان سویدان                       | ۹۷–۱۱۴       | همسر سابق سوزان، معشوقه سابق ثریا، پدر لیدیا | بعد از مرگ سوزان به کانادا نقل مکان می‌کند.                                  |
| الچین ایرم زهرا       | لیدیا سویدان                       | ۹۸–۱۲۱       | دختر یامان، برای مدت کوتاهی عاشق عمر، برای مدتی دوست دختر سارپ | بعد از جدایی از سارپ به کانادا نقل مکان می‌کند.                              |
| اوریم دوغان           | گونول                              | ۴۴–۸۳        | همسر سابق اورهان، مادر افرا | به همراه دخترش، افرا به آلمان نقل مکان کرد.                                 |
| اجم سنا باییر         | افرا ییلدیز                        | ۵۷–۸۳        | دختر گونول، دوست دختر سابق اوعولجان، برای مدت کوتاهی عاشق سارپ | به همراه مادرش، گونول به آلمان نقل مکان کرد.                                |
| اوگون کاپتان‌اوغلو     | رسول اوزکایا                       | ۳۳–۴۵        | همسر سابق ایلا، پدرخوانده برک، معشوقه سابق سوزان | بر اثر برخورد به میز جان باخت.                                              |
| نیلسو ییلماز          | جمیله آکگون                        | ۱۹–۳۸        | خواهر یلیز، دوست صمیمی آسیه، دوست دختر سابق تولگا، برای مدتی عاشق قدیر                                                                                                   | او به شهر ازمیر نقل مکان کرد.                                               |
| ایلایدا سزگین         | زهرا گوون/بارچین                   | ۷۳–۸۷        | خواهر شرف و بهار، همسر سابق تولگا | بر اثر حمله مسلحانه تیراندازی جان باخت.                                     |
| کان سوی               | مظلوم                              | ۱–۳۴         | دوست صمیمی قدیر، دوست پسر تالیا | او پس از مرگ قدیر با تالیا به شهر ازمیر رفت.                                |
| لیلیا ایرم سلمان      | تالیا                              | ۱–۳۴         | دوست دختر مظلوم، دو ست صمیمی سوسن و هاریکا | همراه با مظلوم به شهر ازمیر رفت‌.                                            |
| امره یتکین            | بوراک                              | ۳–۱۳۱        | مدیر کالج آتامان | او پس از پایان رسیدن پایان تحصیلی از کادر خارج شد.                          |
| انس دمیرکاپی          | امیر اجه                           | ۳۵–۵۶        | پسر شنور، برادر اوزگه، برای مدتی دوست پسر دورا، برای مدت کوتاهی دوست پسر هاریکا                                                                                          | در پایان سال‌تحصیلی از کالج رفت.                                             |
| یارن یاپیجی           | اوزگه اجه                          | ۳۵–۵۶        | خواهر امیر، برای مدت کوتاهی عاشق دوروک، دختر شنور | در پایان سال‌تحصیلی از کالج رفت.                                             |
| برسیست کیتاپچی        | اکنور                              | ۳۴–۳۷        | خواهر شنور، همسر بورهان | بعد از لو رفتن دزدیدن امل توسط او به زندان افتاد.                           |
| مهمت سینان کارابوغا   | بورهان                             | ۳۴–۳۷        | همسر اکنور | بعد از زندان رفتن اکنور دیگر هیچوقت در سریال ظاهر نشد.                      |
| بورجو صالیحوغلو       | شنور اجه                           | ۳۵–۳۸        | خواهر اکنور، مادر امیر و اوزگه | بعد از زندان رفتن اکنور دیگر هیچوقت در سریال ظاهر نشد.                      |
| گوزین الکان           | خدیجه ارن                          | ۱            | همسر ولی، مادر قدیر، آسیه و امل مادر خوانده عمر | او در سانحه رانندگی جان باخت.                                               |
| چنگیز تانگور          | ولی ارن                            | ۱            | پسر فاطما، برادر اورهان، پدر قدیر، آسیه و امل، پدر خوانده عمر | ، او بر اثر سقوط از ساختمان جان باخت.                                       |
| چاغلا شیمشک           | عایشه کارا                         | ۸–۱۸         | دوست دختر سابق تولگا، برای مدتی دوست دختر عمر | او به دلیل بیماری مادرش به شهر بورسا نقل مکان کرد.                          |
| مراد اونوک            | کنعان مانیاسلی                     | ۱–۷          | همسر سابق سوزان، پدر هاریکا | او بر اثر سانحه رانندگی جان باخت.                                           |
| زکی اکر               | طرهان بارچین                       | ۱۶–۷۳        | پدر تولگا و لیلا | بعد از تصادف با گونول به علت درگیری و خشونت به تولگا و لیلا به زندان افتاد. |
| صدا کریملی‌اوغلو       | اینجی                              | ۶–۶۸         | دوست نباهت و آیلا | بعد از قسمت ۶۸ دیگر در سریال ظاهر نشد.                                      |
| مورات دیویتچی اوغلو   | گوکهان چتین                        | ۱۰۹–۱۲۷      | پدر برک و الیف، همسر سابق سرپیل | توسط یاسمین و با خوردن سنگ به سرش می‌میرد.                                   |
| پروین بغدات           | سرپیل چتین                         | ۸۵–۸۶        | همسر سابق گوکان، مادر الیف و برک | بر اثر برخورد سرش به سنگ توسط آیلا جان باخت.                                |
| ارسین اولگاچ          | شرف گوون                           | ۷۴–۸۱        | برادر زهرا و بهار، همسر ایتن | بعد از بدهی هایش به زندان می‌افتد.                                           |
| ایلگاز کایا           | دورا اونال                         | ۳۵–۴۷        | دوست دختر سابق امیر، برای مدت کوتاهی عاشق عمر | بعد از مرگ کان مدرسه اش را عوض کرد.                                         |
| صباحاتین یاکوت        | ارهان                              | ۱–۱۹         | دست راست سابق عاکف | بعد از تسلیم شدن و در نیوفتادن با عاکف با خارج از کشور رفت.                 |
| آلپر هالیلوگلو        | زینال کایا                         | ۱۹–۵۶        | راننده سابق عاکف، گارسون سابق کافه‌تریا کالج | بعد از پایان تحصیلی از کالج رفت.                                            |
| ایدان کوپتور          | یلیز آکگون                         | ۲۰–۲۲        | خواهر جمیله، دوست دختر سابق نجات | بر اثر حمله مسلحانه تیراندازی جان باخت.                                     |
| یونس ایمگا            | عصمت اصلان                         | ۱–۳–۱۱۴      | برادر شنگول | بعد از ملاقات با اورهان به شهر خود بازگشت.                                  |
| مارک رایموند          | ماهر دوغان                         | ۹۶–۱۰۳       | برای مدت کوتاهی عاشق آسیه | بعد از آزاد شدن برادرش از زندان به آنکارا رفت.                              |
| آیسون دمیر            | آیتن گوون                          | ۷۴–۸۷        | همسر شرف | بعد از چندین قسمت دیگر در سریال ظاهر نشد.                                   |
| چاغلار یالچینکابا     | جلیل                               | ۵۰–۵۶        | دست راست سابق عاکف | بعد از چندین قسمت دیگر هیچوقت در سریال ظاهر نشد.                            |
| هاکان انس اوکسوز      | سلیم                               | ۵–۱۸         | برای مدت کوتاهی عاشق آسیه، پسر حلمی | بعد از بحث با دوروک و آسیه دیگر هیچوقت در سریال ظاهر نشد.                   |
| یوسف ارات             | تایفون                             | ۳۶–۴۴        | خلافکار، نزول خور | بعد از تیر خوردن آسیه به زندان می‌افتد.                                      |
| اوزگه اکدنیز          | گولای                              | ۶۴–۷۴        | همکار آسیه | بعد از آزادی آسیه و دوروک دیگر در سریال ظاهر نشد.                           |
| الیف اوسلوسوی         | جانان                              | ۳۰–۳۸        | دوست جمیله، دوست دختر سابق مهمت | به همراه جمیله به ازمیر رفت.                                                |
| ینر اوزر              | رضا                                | ۵۷–۶۲        | صاحب سابق باشگاه یاکوت | بعد از چندین قسمت دیگر هیچوقت در سریال ظاهر نشد.                            |
| باریش آکساواش         | اسماعیل                            | ۵۲–۵۹        | دستیار سابق سوگی، همسر فاطوش | توسط شوال از کار اخراج شد و دیگر هیچوقت در سریال ظاهر نشد.                  |
| ایرم دنیز             | فاطوش                              | ۵۷–۵۹        | خدمتکار سابق سوگی، همسر اسماعیل | توسط شوال از کار اخراج شد و دیگر هیچوقت در سریال ظاهر نشد.                  |
| کایهان پینچ           | سعادتین (سادو)                     | ۹۴–۹۹        | نزول خور | بعد از چاقو خوردن به زندان می‌افتد و در زندان کشته شد.                       |
| تیمور اولکه‌باش        | امین علی                           | ۱۲۷–۱۳۱      | رئیس آیتن | بعد از قسمت ۱۳۱ دیگر در سریال ظاهر نشد.                                     |
| ناز کاراجا            | غنچه                               | ۱۲۲–۱۲۵      | معشوقه‌ی گوکهان | بعد از چندین قسمت دیگرر در سریال ظاهر نشد.                                  |
| هیلال اردا اویسال     | گُزده                               | ۴۷–۵۶        | همکار سابق نباهت و آیلا | بعد از چندین قسمت دیگر هیچوقت در سریال ظاهر نشد.                            |
| آیهان ایشیک           | تحسین                              | ۹۱–۹۳        | قمار باز | بعد از تهدیدهای عاکف به زندان می‌افتد.                                       |
| هیلال توفک            | ایرم                               | ۸۴–۸۵        | دوست دختر سابق دوروک | بعد از صحبت با یاسمین در باشگاه دیگر هیچوقت در سریال ظاهر نشد.              |